# Erik V av Sachsen-Lauenburg
Hertig Erik V av Sachsen-Lauenburg, död 1436, hertig av Sachsen-Lauenburg 1412-1436. Son till hertig Erik IV av Sachsen-Lauenburg (1354-1412) och Sophia av Braunschweig-Lüneburg (död 1416).

## Biografi
Erik V förde förgäves anspråk på hertigdömet Sachsen-Wittenberg och kurvärdigheten.
Erik var äldste sonen, och redan under faderns livstid deltog han i styret av det 1401 återförenade hertigdömet Sachsen-Lauenburg. Hansestäderna, framför allt Lübeck, anklagade honom för att ligga bakom plundringar på landsvägarna, detta trots att en skyddsgäld om 300 Mark årligen erlades. Det lyckades Erik att hos kejsar Sigismund utverka en riksakt mot Lübeck 1418, men i Perleberg den 24 augusti 1420 slöts fred med invånarna i Lübeck och Hamburg.
Från 1422 bemödade sig Erik om övertagandet av Sachsen-Wittenbergs länder samt den därtill hörande kurvärdigheten. Denna linje utdog nämligen på svärdssidan 1422. Men den 1 augusti 1425 förlänades istället kurrätten formellt markgreven av Meissen, Fredrik "den stridbare", samt med hertigdömet Sachsen därtill hörande rättigheter och friheter. Eriks protestaktioner var förgäves, men han fortsatte så pass ihärdigt att han anklagades för att ha förfalskat ett av kung Sigismund 1414 påstått skrivet länsbrev. Erik uppsökte till och med påve Martin V i ärendet, men utan framgång. Saken skulle upp inför kejsaren för nya förhandlingar när Erik dog barnlös 1436.
Erik V gifte sig 1404 med Elisabeth av Holstein (död 1416) och därefter före 1422 med Elisabeth av Weinsberg (död efter 1498), men dog barnlös.